# Bekodoka
Bekodoka is een plaats en commune in het westen van Madagaskar, behorend tot het district Besalampy, dat gelegen is in de regio Melaky. Tijdens een volkstelling in 2001 telde de plaats 8.674 inwoners.
De plaats biedt enkel lager onderwijs aan. 90% van de bevolking werkt als landbouwer en 9% houdt zich bezig met veeteelt. De belangrijkste landbouwproducten zijn rijst en raffia; een ander belangrijk product is maniok. Verder is 1% actief in de dienstensector.